# ア・リトル・ビット・ロンガー
『ア・リトル・ビット・ロンガー』（A Little Bit Longer）は、アメリカ合衆国のロック・バンド、ジョナス・ブラザーズのサード・アルバムである。2008年8月12日にハリウッド・レコードからリリースされた。ウォルマート限定で特別版が発売された。ビルボード200で1位を記録。

## 収録曲
1. ビービー・グッド - "BB Good"
2. バーニン・アップ - "Burnin' Up"
3. シェルフ - "Shelf"
4. ワン・マン・ショウ - "One Man Show"
5. ラヴバグ - "Lovebug"
6. トゥナイト - "Tonight"
7. キャント・ハヴ・ユー - "Can't Have You"
8. ビデオ・ガール - "Video Girl"
9. プッシン・ミー・アウェイ - "Pushin' Me Away"
10. ソーリー - "Sorry"
11. ゴット・ミー・ゴーイング・クレイジー - "Got Me Going Crazy"
12. ア・リトル・ビット・ロンガー - "A Little Bit Longer"

日本盤ボーナス・トラック
1. 見つめあう恋 - "When You Look Me in the Eyes"
2. ハロー・グッドバイ - "Hello Goodbye"
3. リヴ・トゥ・パーティー - 	"Live to Party"
4. 愛ムチュウ - "Infatuation"

## パーソネル
ジョナス・ブラザーズ
- ジョー・ジョナス (Joe Jonas) – ボーカル
- ケヴィン・ジョナス (Kevin Jonas) – ギター、マンドリン、ボーカル
- ニック・ジョナス (Nick Jonas) – ギター、キーボード、ボーカル
- ジョン・ロイド・テイラー (John Lloyd Taylor) – ギター、ボーカル

アディショナル・ミュージシャン
- ジョン・フィールズ (John Fields) – ベース、キーボード、ギター、プログラミング
- ドリアン・クロジアー (Dorian Crozier) – ドラム、パーカッション、キーボード、プログラミング
- スティーヴン・リュウ (Stephen Lu) – ストリング・アレンジ、指揮
- エリック・ゴーファイン (Eric Gorfain) – ヴァイオリン
- ダフネ・チェン (Daphne Chen) – ヴァイオリン
- リア・カッツ (Leah Katz) – ヴィオラ
- リチャード・ドッド (Richard Dodd) – チェロ
- ビッグ・ロブ (Big Rob) – ボーカル ("Burnin' Up")
- ミーガン・マーティン (Meaghan Martin) – ボーカル ("Video Girl")
- ケン・チャステイン (Ken Chastain) – タンバリン ("Video Girl")